# Defraggler
Defraggler – program do defragmentacji rozwijany przez firmę Piriform, dostępny w wersji darmowej do użytku prywatnego i płatnej wersji komercyjnej. Program obsługuje systemy plików FAT32, NTFS, exFAT i RAID. Defraggler działa na wszystkich wersjach systemów Microsoft Windows od systemu Windows XP do Windows 8. Obejmuje wsparcie dla 32- i 64-bitowych wersji tych systemów operacyjnych.

## Opis programu
Defraggler może:
- defragmentować zarówno całe dyski, jak i wolną przestrzeń, pliki w określonych folderach czy pojedyncze pliki,
- defragmentować plik MFT, jeśli to konieczne,
- wyświetlać pliki na mapie partycji,
- zostać uruchomiony z pamięci przenośnej,
- defragmentować w zaplanowanym przez użytkownika czasie,
- zostać uruchomiony z wiersza poleceń,
- wykluczać pliki z defragmentacji na podstawie rozmiaru lub rozszerzenia,
- dostarczać informacji o dyskach, np. temperaturę, stan „zdrowia”, prędkość obrotową, rodzaj interfejsu itp.